# Doropo
Doropo – miasto w Wybrzeżu Kości Słoniowej, w dystrykcie Zanzan, w regionie Bounkani, w departamencie Doropo.